# So What’cha Want
So What’cha Want ist ein Song der Beastie Boys aus dem Jahr 1992.

## Sound
Wegen seiner gerappten Lyrics und seines schleppenden Beats ist So What’cha Want dem Genre des Hip-Hop zuzuordnen; bedingt durch seine für den Hip-Hop eher unübliche Instrumentation enthält der Song aber auch Anklänge an den Rock und den Funk.

## Urheberschaft und Aufnahme
Die Beastie Boys spielten So What’cha Want in folgender Besetzung ein:
- MCA (Rap, Bass)
- Ad-Rock (Rap, Gitarre, Loops)
- Mike D (Rap, Schlagzeug)

Darüber hinaus ist Money Mark an der Orgel zu hören.
Das Copyright für So What’cha Want liegt bei allen drei Beastie Boys. Produziert wurde der Song von Mario Caldato, Jr. und der Band selbst, aufgenommen wurde er in den G-Son Studios (Los Angeles, Kalifornien, USA).

## Sampling
So What’cha Want enthält Samples aus zwei Songs: 
- I've Been Watching You (Southside Movement)
- Just Rhymin' with Biz (Big Daddy Kane & Biz Markie)

So What’cha Want wiederum wurde ebenfalls gesampelt; unter anderem von diesen Musikern:
- Beck
- Xzibit
- Method Man & Redman
- Danger Mouse & Jemini

## Veröffentlichungen
Erstmals veröffentlicht wurde So What’cha Want im April 1992 von den Labels Grand Royal beziehungsweise Capitol als MC, LP und CD auf dem Album Check Your Head. Von diesem Album wurde der Song zudem als Maxi-Single ausgekoppelt, die neben der originalen auch zwei alternative Versionen und einen Remix enthält. Darüber hinaus erschienen verschiedene Fassungen von So What’cha Want auf mehreren EPs und Kompilationen.

## Musikvideo
Das Musikvideo zu So What’cha Want inszenierte Adam Yauch (MCA) unter seinem Pseudonym Nathanial Hörnblowér.

## Charts und Rezeption
So What’cha Want belegte in den Single-Charts von Billboard als höchste Position Platz 93.
Für die Musik-Website laut.de schrieb ein Rezensent über den Song: „Der Klassiker So What’cha Want war damals ein Aha-Erlebnis für Alternative-Fans – man kann Hip-Hop also mit Drums, verzerrtem Bass, jaulender Klampfe und ein paar lässigen Orgel-Chords spielen. Gitarrenfetischisten brüllten in der Disko ‘So What'cha What’cha What’cha Want?’ und nickten zum krachenden Arrangement wie blöde mit dem Kopf.“  Und im Online-Magazin popmatters.com ist zu lesen: „So What’cha Want war so gut und so fresh. Es war – und ist immer noch – ein magisches Nugget der Pop-Perfektion.“ 

## Trivia
Zu einem kleinen Internet-Phänomen avancierte ein Video, in dem drei Muppets – Swedish Chef, Animal und Beaker – mit einem Playback von So What’cha Want auftreten. Das Video endet mit einem Gruß an den verstorbenen Adam Yauch: „ripMCA“.